# Крешимир III
Крешимир III (хорв. Krešimir III; ? — 1030) — король Хорватії у 1000—1030 роках.

## Життєпис

### Боротьба за трон
Походив з династії Трпимировичів. Був середнім сином короля Степана Држіслава. Після смерті батька у 997 році успадкував невеличке володіння. У 999 році розпочалася міжусобиця: Крешимир разом з братом Гоїславом влаштував змову проти старшого брата — Светослава Суроні, що зійшов на трон. Вони звернулися до болгарського царя Самуїла з проханням про допомогу. Самуїл скористався ситуацією й 998 року рушив на Хорватію.
Самуїл зайняв і сплюндрував Південну Далмацію до Задара, включно з портовими містами Трогір і Спліт, після чого повернувся через Боснію до Болгарії. Всю завойовану територію він передав під владу Крешимиру і брату Гойславу. У 1000 році, використовуючи болгарську допомогу, брати скинули Светослава і стали співправителями країни під іменами Крешимир III і Гойслав. Повалений король втік до Венеції, яка вступила в конфлікт на його боці. Венеційський дож П'єтро II Орсеоло у 1000 році почав компанію в Далмації проти Крешимира і Гойслава. Венеційські війська взяли Задар, потім Трогір і Спліт, острова Корчула і Ластово, а також хорватську столицю — Біоград-на-Мору.

### Король
Проте Светослав повернути собі корону він не зміг, а після зміни влади у Венеції був змушений тікати з родиною до Угорщини, де незабаром і помер. Після цього Крешимир III розділив панування над Хорватією з Гойславом.
Разом з братом розпочав війну з Венецією задля повернення захоплених венеційцями далматинського узбережжя. У 1015 році отримав від візантійців почесне звання патриція. 1018 році розпочав нову кампанію проти Венеційської республіки, але Оттон Орсеоло відбив напад хорватських військ на далматинські міста. Зрештою загони Крешимира III захопили острова Крк і Раб.
Мир з Венецією було укладено за посередництва візантійського імператора Василя II. Далматинські міста перейшли під формальний контроль Візантії, Крешимир і Гойслав, як васали Візантії, стали їх фактичними керівниками. Втім боротьба різних сил навколо важливих далматинських торгових міст, насамперед Задара, Трогира і Спліта, призвела до формування в цих містах власної правлячої аристократії і їх незалежності.
У 1020 році за невідомих обставин король Крешимир III вбив Гойслава. Це викликало загальне невдоволення в країні і втручання папського престолу, який позбавив братовбивцю титулу короля. Тільки після того, як Крешимир поклявся у своїй невинності, титул йому був повернено, проте його влада була суттєво підірвана. 1024 року війська Візантії вдерлися до Хорватії, завдали поразки й захопили дружину хорватського короля, яку як заручницю було відправлено до Константинополя. Крешимир III знову визнав зверхність Візантійської імперії. У 1025 році після смерті імператора Василя II, Крешимир III припинив сплачувати візантійцям данину.
Цим скористався в 1027 року Степан, син поваленого Светослава Суроні. Він з території Угорщини вдерся до Славонії і повністю захопив її. Славонія з цього моменту до 1074 року залишалася в складі Хорватії лише формально, а фактично була окремим князівством під владою Светославичів.
Помер Крешимир III у 1030 році. Владу успадкував син Степан I.